# Comuna Alvesta
Alvesta (Alvesta kommun) este o comună din comitatul Kronobergs län, Suedia, cu o populație de 19.280 locuitori (2013).

## Geografie

### Zone urbane
Lista celor mai mari zone urbane din comună (anul 2015) conform Biroului Central de Statistică al Suediei:
| Nr | Zona urbană | Pop.  |
| -- | ----------- | ----- |
| 1  | Alvesta     | 8.627 |
| 2  | Moheda      | 1.880 |
| 3  | Vislanda    | 1.813 |
| 4  | Grimslöv    | 622   |
| 5  | Torpsbruk   | 369   |
| 6  | Hjortsberga | 254   |

## Demografie
| \| Evoluția demografică în comuna Alvesta, 1970–2015 \| Evoluția demografică în comuna Alvesta, 1970–2015 \| Evoluția demografică în comuna Alvesta, 1970–2015 \| Evoluția demografică în comuna Alvesta, 1970–2015 \| Evoluția demografică în comuna Alvesta, 1970–2015 \| \| ----------------------------------------------------------------------------------------------------- \| ------------------------------------------------- \| ------------------------------------------------- \| ------------------------------------------------- \| ------------------------------------------------- \| \| An \| \| \| Locuitori \| \| \| 1970 \| 1970 \| \| 19184 \| 19184 \| \| 1975 \| 1975 \| \| 18784 \| 18784 \| \| 1980 \| 1980 \| \| 19442 \| 19442 \| \| 1985 \| 1985 \| \| 19518 \| 19518 \| \| 1990 \| 1990 \| \| 19754 \| 19754 \| \| 1995 \| 1995 \| \| 19714 \| 19714 \| \| 2000 \| 2000 \| \| 18916 \| 18916 \| \| 2005 \| 2005 \| \| 18684 \| 18684 \| \| 2010 \| 2010 \| \| 18802 \| 18802 \| \| 2015 \| 2015 \| \| 19581 \| 19581 \| \| Sursa: SCB - Statistika Centralbyrån, Folkmängd efter region, civilstånd, ålder och kön. År 1968–2016 \| \| \| \| \| |      |  |           |       |
| Evoluția demografică în comuna Alvesta, 1970–2015 |      |  |           |       |
| An |      |  | Locuitori |       |
| 1970 | 1970 |  | 19184     | 19184 |
| 1975 | 1975 |  | 18784     | 18784 |
| 1980 | 1980 |  | 19442     | 19442 |
| 1985 | 1985 |  | 19518     | 19518 |
| 1990 | 1990 |  | 19754     | 19754 |
| 1995 | 1995 |  | 19714     | 19714 |
| 2000 | 2000 |  | 18916     | 18916 |
| 2005 | 2005 |  | 18684     | 18684 |
| 2010 | 2010 |  | 18802     | 18802 |
| 2015 | 2015 |  | 19581     | 19581 |
| Sursa: SCB - Statistika Centralbyrån, Folkmängd efter region, civilstånd, ålder och kön. År 1968–2016 |      |  |           |       |